# Wabbit Twouble
Wabbit Twouble (Rabbit Trouble) е анимационен филм от поредицата Merrie Melodies с участието на Бъгс Бъни, продуциран от Leon Schlesinger Productions, с дата на премиера 20 декември 1941 г., от Warner Bros.Pictures. Това е първото от няколко заглавия на анимационни филми на Бъгс Бъни, които отдават внимание на говорния дефект на Елмър Фъд, с имената на Боб Клампет, Сидни Съдърланд и Карл Столинг, както и ролите на Сценарист, Надзорник и Музикален Директор, умишлено написани неправилно в затварящите кредити, за да съответстват на говорния дефект.
В анимационния филм, Елмър очаква да намери почивка и релаксация в Национален Парк „Джелоустоун“. Той погрешно установява лагер в района на заешката дупка на Бъгс, но Бъгс (и съседна Мечка) нямат намерения за почивка.
Текс Ейвъри започва проекта, който Клампет завършва; Ейвъри не е кредитирана. Това е първият анимационен филм за Бъгс Бъни и Елмър Фъд, режисиран от Клампет, със сюжет от Дейв Монахан и музикална режисура от Карл У. Столинг. Въпреки че Сид Съдърланд е единственият кредитиран аниматор, късометражният филм е анимиран и от Върджил Рос, Род Скрибнър и Робърт Маккимсън. Мел Бланк дубират гласовете на Бъгс и Мечката, а Артър К. Брайън – на Елмър.

## Сюжет
Елмер Фъд, шофирайки неговия Ford Model T таратайка на ритъма на конга, се придвижва към Национален парк Jellostone (игра на думи с името на Националния парк Йелоустоун), очаквайки с нетърпение възможността за малко почивка. Елмър установява лагер, като разпалва лагерен огън и окачва огледалото си на дърво, а под него поставя маса с умивалник, окачва хамак и разпъва палатката си. Палатката е разположена директно над заешката дупка на Бъгс Бъни (точно когато Елмър пристигна, Бъгс поставя табела до дупката си с надпис „Лагер Тук“, след което се оттегля в бърлогата, покривайки я с трева, като върви назад и я разстила). От дупката си, Бъгс разбива палатката и я завлачва вътре. Елмър бръква в бърлогата, и въпреки съпротивата отдолу, изважда палатката, която е вече вързана на възли. Бъгс се показва от дупката, приветства Елмър в Джелостоун („спокойно отстъпление. О, братле!“) И дърпа шапката на Елмър върху очите му. Елмър посяга отново и се опитва да издърпа Бъгс. След няколко такива опита, Елмър изважда ръцете си, за да установи, че пръстите му са навързани заедно. Той заковава дъска върху дупката („това ще ги задъужи добуе, хе-хе-хе-хе-хе“). Бъгс обаче просто я бута отворена, излиза и имитира Елмър. Бъгс се раздува до размера на Елмър и повтаря Елмър, обозначавайки това което казва като „глупости“. След това Елмър се настанява в хамака си и бързо заспива, мърморейки на себе си.
Бъгс слага очила на Елмър, боядисва стъклата в черно и настройва будилника му да се включи по обяд. Когато алармата събужда Елмър, той мисли, че е нощ, защото всичко изглежда тъмно. Той отива в палатката си, сваля дневните си дрехи, за да разкрие нощните дрехи отдолу, и си ляга. След това Бъгс сваля очилата от Елмър и кукурига като петел, събуждайки Елмър, който вярва, че е следващата сутрин.
Елмър измива лицето си, но не може да достигне кърпата си, защото тя виси на клон, който Бъгс държи на кратко разстояние от него. Елмър сляпо следва кърпата („Правя му такива неща през целия филм“, Бъгс доверява на публиката). Той кара Елмър да престъпи ръба на скалата. Елмър гледа чудесната гледка към Големия каньон, но изведнъж осъзнава, че е във въздуха, и бяга към безопасност и се държи за Бъгс за живота си. Това Бъгс му признава, че е този, който прави тези шеги и побягва, с яростния Елмър, извадил пушка от палатката си, по петите му. Преследвача обаче се сблъсква с черна мечка. Мечката започва да ръмжи и затова Елмър се обръща към наръчника за дивата природа за съвет, който го насочва да играе мъртъв.
Мечката скоро се отказва (след като подушва „телесната миризма“ на Елмър – краката му), но Бъгс се качва на Елмър и започва да ръмжи точно като мечката. Той се държи страшно по различни начини, с цел да задържи Елмър на земята, и със затворени очи, но тъкмо когато започва да хапе крака на Елмър, Елмър вижда какво се случва и хваща пушката си. Мечката се връща и Бъгс бяга, точно когато Елмър замахва с пушката, като удря мечката, а не заека. Следва преследване, като Елмър и мечката тичат измежду дърветата под мелодията на „Увертюрата на Уилям Тел“. Накрая, мечката изплашва Елмър, като го затисва под нея.
Когато мечката се събаря от него, след като удря клон на дърво, Елмър се отказва и прибира всичко в колата си (включително и замалко вкарвайки вътре огромно дърво). Той преминава приветствения знак на портата на излизане, връща се назад и го прочита отново. Той декларира обещанието за „спокойно отстъпление“ за „глупости!“ и за да научи парка да не прави фалшива реклама, той нарязва знака на парчета с брадва и тъпче парчетата, докато нарича „миуа и уеуаксацията“, които парка обещава „безпоуезни!“ Появява се рейнджър (заедно с Бъгс), който има ядосано изражение на лицето си. Елмър е арестуван за унищожаване на държавно имущество и от прозореца на затворническата си килия той ни казва, че „така или иначе“ той се е „оттъувах се от тази мечка гуизуи и неноумален заек! Най-накрая, почивка и уеуаксация! " За съжаление той се обръща, за да разбере, че по някакъв начин споделя килията си както с Бъгс, така и с черната мечка. Двамата му съкилийници го питат за колко време е в затвора („Извинете ме, но за колко време сте влезли, докторе?“ Те питат).

## Продукция
За анимационния филм, Елмър претърпява редизайн, който го превръща в дебел мъж (базиран на телосложението на неговия дубльор Артър К. Брайън) в опит да се направи по-смешен. „Дебелият Елмър“ ще има само още три появи в поредицата Looney Tunes/Merrie Melodies – The Wabbit Who Came to Vepper, The Wacky Wabbit и Fresh Hare, в допълнение на камео появата в рекламата на военните облигации Any Bonds Today? – преди да се върне към по-вталената си форма, в която е по-известен, за анимационния филм The Hare-Brained Hypnotist . Този анимационен филм обаче е единственият път, когато „дебелият Елмър“ също има червен нос. Това е единствения анимационен филм с „дебела“ версия на Елмър, която остава под авторско право; другите анимационни филми, включващи „дебел Елмър“ са в публичния домейн. Антологичната поредица на Cartoon Network ToonHeads по-късно фокусира епизод върху този конкретен дизайн на Elmer през 1999 г. с The Year Elmer Fudd Got Fat, който включва Wabbit Twouble.
Бъгс се поява в затвора още два пъти: в Rebel Rabbit (1949) и Big House Bunny (1950). В края на „Rabbit Transit“ (1947) и „Hare Brush“ (1955) той е арестуван, но всъщност не е показан в затвора. Бъгс също е арестуван в края на „Fresh Hare“ (1942 г.), но е показано, че решава да се предаде и получава смъртно наказание (въпреки че той избягва в този филм, като разсейва разстрелващия отряд и го превръща в менстрелно шоу).

## Рецепция
Историк на Анимацията Дейвид Герщайн пише: „Wabbit Twouble представя вариант на хитреца, описван в приказки и митове, който не чака да подразни пръв. Бъгс на Клампет веднага определя Елмър като идеалниата жертва и се подиграва на обиколката и маниерите му. От гледна точка на класическия хитрец някои хора просто заслужават подигравката.“

## Културно въздействие
През декември 2018 г. кадър от късометражния филм, изобразяващ Бъгс, подиграващ се на Елмър, като го имитира, се превръща в интернет мем. Мемът произхожда от измислена обложка за видео игра, озаглавена Big Chungus (като chungus е неологизъм, измислен от журналиста на видеоигри Джеймс Стефани Стърлинг през 2012 г.) който включва кадъра и е популяризиран от публикация във Facebook от GameStop мениджър, която твърди, че клиент се интересува от закупуването на измислената игра като подарък за сина си. Оттогава Big Chungus е включен в множество произведения, например песни.
През април 2021 г. героят е добавен в мобилната игра Looney Tunes World of Mayhem.
Big Chungus за кратко се появява във филма, излязъл през 2021 г., Space Jam: A New Legacy.

## Домашна медия
- DVD – Looney Tunes Gollden Collection, том 1
- Blu-ray – Looney Tunes Platinum Collection, том 2
- Стрийминг – Бумеранг, HBO Max